# ГЕС Бехме
ГЕС Bekhme — гідроелектростанція, яка споруджується у курдському автономному регіоні Іраку. Знаходячись після ГЕС Дералок (38,6 МВт), повинна становити нижній ступінь каскаду на річці Великий Заб, лівій притоці Тигру (басейн Перської затоки).
За проектом передбачалось перекрити річку кам'яно-накидною греблею із глиняним ядром висотою 230 метрів та довжиною 570 метрів, яка потребувала 34 млн м3 матеріалу (крім того, необхідно було використати 3 млн м3 бетону та провести екскавацію 13,5 млн м3 породи, в тому числі 2,5 млн м3 у підземних спорудах). На час будівництва воду відвели за допомогою двох тунелів завдовжки по 1,1 км з діаметрами 12 метрів. Гребля повинна утримувати водосховище з площею поверхні 270 км2 та об'ємом 17,1 млрд м3, в тому числі 12,6 млрд м3 корисний об'єм.
Через водоводи довжиною від 0,31 км до 0,48 км з початковим діаметром 9 метрів ресурс має подаватись до підземного машинного залу (крім того, окреме так само підземне приміщення повинне вмістити трансформаторне обладнання). У залі збираються змонтувати шість гідроагрегатів із турбінами типу Френсіс потужністю по 256 МВт, які використовуватимуть напір у 169 метрів. Відпрацьована вода повертатиметься у річку по трьом відвідним тунелям довжиною від 0,64 км до 0,71 км з діаметрами по 12 метрів.
Спорудження об'єкту почалось у 1979-му, проте було перерване ірано-іракською війною. По її завершенні, у 1988-му, воно відновилось, проте вже за пару років знов зупинилось через накладені на Ірак санкції. Після скинення Саддама Хусейна будівельний майданчик опинився на території, підконтрольній владі Іракського Курдистану, котра наразі не знайшла джерел фінансування такого масштабного проекту.